# Nati nel 1857
| Questa pagina contiene informazioni ricavate automaticamente dalle voci biografiche con l'ausilio del template Bio e di un bot. L'aggiornamento è periodico e automatico e ricostruisce completamente la pagina. Se manca una persona in questa lista, sei pregato di non aggiungerla, ma accertati piuttosto che la sua voce biografica contenga il template Bio e che i dati anagrafici siano correttamente compilati. Se il template Bio manca, inseriscilo tu stesso o, in alternativa, metti l'avviso {{tmp\|Bio}} che ne segnala la mancanza. Se i dati riportati sono sbagliati, correggi direttamente la voce biografica; le modifiche saranno visibili in questa lista entro pochi giorni. Per chiarimenti vedi il progetto biografie. La lista contiene solo le 598 persone che sono citate nell'enciclopedia e per le quali è stato implementato correttamente il template Bio. Pagina aggiornata al 10 lug 2025. |

## Gennaio(46)
- 1º gennaio - Tim Keefe, giocatore di baseball statunitense († 1933)
- 1º gennaio - Costantino Lazzari, politico italiano († 1927)
- 1º gennaio - Luigi Morgari, pittore italiano († 1935)
- 2 gennaio - Martha Carey Thomas, educatrice e attivista statunitense († 1935)
- 2 gennaio - Nicola Cassano, compositore e pianista italiano († 1915)
- 2 gennaio - Stepan Nikolaevič Chalturin, rivoluzionario russo († 1882)
- 2 gennaio - Frederick Burr Opper, fumettista statunitense († 1937)
- 2 gennaio - Uryū Sotokichi, ammiraglio giapponese († 1937)
- 4 gennaio - Émile Cohl, animatore, regista e sceneggiatore francese († 1938)
- 4 gennaio - Salvatore Petruolo, pittore italiano († 1946)
- 5 gennaio - David Bispham, baritono statunitense († 1921)
- 7 gennaio - Natale Krekich, politico e patriota italiano († 1938)
- 7 gennaio - Lodovico Pogliaghi, scultore, pittore e scenografo italiano († 1950)
- 8 gennaio - Augustus Thomas, commediografo, sceneggiatore e giornalista statunitense († 1934)
- 9 gennaio - Edmund Oskar von Lippmann, chimico e storico della scienza tedesco († 1940)
- 12 gennaio - Knut Johan Ångström, fisico svedese († 1910)
- 13 gennaio - Henriot, scrittore e disegnatore francese († 1933)
- 13 gennaio - Henry Thode, storico dell'arte tedesco († 1920)
- 14 gennaio - Alice Pike Barney, pittrice statunitense († 1931)
- 15 gennaio - Alexander Fritz, scacchista tedesco († 1932)
- 16 gennaio - Elena di Meclemburgo-Strelitz, nobildonna († 1936)
- 16 gennaio - Nicolò Fulci, avvocato e politico italiano († 1908)
- 17 gennaio - Wilhelm Kienzl, compositore e direttore d'orchestra austriaco († 1941)
- 17 gennaio - Eugène Augustin Lauste, inventore francese († 1935)
- 18 gennaio - Otto von Below, generale tedesco († 1944)
- 18 gennaio - Franz Georg von Glasenapp, generale tedesco († 1914)
- 19 gennaio - Giovanni Ambiveri, imprenditore e filantropo italiano († 1940)
- 19 gennaio - Chinda Sutemi, politico e diplomatico giapponese († 1929)
- 19 gennaio - Pietro Delogu, giurista italiano († 1932)
- 19 gennaio - Heinrich Dietzel, economista tedesco († 1935)
- 20 gennaio - Vladimir Michajlovič Bechterev, neurologo e neurofisiologo russo († 1927)
- 22 gennaio - Carlo Altobelli, avvocato e politico italiano († 1917)
- 22 gennaio - Gaetano Bellei, pittore italiano († 1922)
- 22 gennaio - Grigorij Prokof'evič Isaev, rivoluzionario russo († 1886)
- 23 gennaio - Andrija Mohorovičić, sismologo e meteorologo croato († 1936)
- 23 gennaio - Arnaldo Piutti, chimico italiano († 1928)
- 23 gennaio - Giuseppe Sorge, prefetto e storico italiano († 1937)
- 25 gennaio - Richard Foster Baker, regista statunitense († 1921)
- 26 gennaio - Adolf Jülicher, teologo e biblista tedesco († 1938)
- 26 gennaio - Trinle Gyatso, monaco buddhista tibetano († 1875)
- 27 gennaio - Al W. Filson, attore statunitense († 1925)
- 27 gennaio - Raffaele Tafuri, pittore italiano († 1929)
- 29 gennaio - Nicola Gaetani d'Alife, nobile, imprenditore e politico italiano († 1924)
- 31 gennaio - Casimiro Barello, italiano († 1884)
- 31 gennaio - Ernesto Basile, architetto italiano († 1932)
- 31 gennaio - Charles Barney Cory, ornitologo e golfista statunitense († 1921)

## Febbraio(43)
- 1º febbraio - Simon Hollósy, pittore ungherese († 1918)
- 1º febbraio - Annibale Montalti, medico italiano († 1922)
- 3 febbraio - Francisco Gárate, gesuita spagnolo († 1929)
- 3 febbraio - Wilhelm Ludvig Johannsen, botanico, biologo e genetista danese († 1927)
- 3 febbraio - Hugo Krabbe, giurista danese († 1936)
- 3 febbraio - Ed La Menthe, musicista e compositore statunitense († 1901)
- 3 febbraio - Giuseppe Moretti, scultore italiano († 1935)
- 4 febbraio - Cosimo Canovetti, ingegnere italiano († 1932)
- 5 febbraio - Scipione Cappa, ingegnere idraulico italiano († 1910)
- 5 febbraio - Richard Ehrenberg, economista tedesco († 1921)
- 7 febbraio - Eugène Chaperon, pittore francese († 1938)
- 7 febbraio - Alfred Lyttelton, politico, calciatore e crickettista inglese († 1913)
- 8 febbraio - Michele Cortegiani, pittore italiano († 1919)
- 8 febbraio - Elisabetta Anna di Prussia, nobile († 1895)
- 8 febbraio - Christiaan Snouck Hurgronje, orientalista olandese († 1936)
- 8 febbraio - Giulio Cesare Teloni, assiriologo italiano († 1943)
- 9 febbraio - Walter Roper Lawrence, scrittore inglese († 1940)
- 10 febbraio - Maria Cuțarida-Crătunescu, medico e attivista rumena († 1919)
- 12 febbraio - Eugène Atget, fotografo francese († 1927)
- 12 febbraio - Marie von Buelow, attrice austriaca († 1941)
- 13 febbraio - Thomas Maischberger, alpinista austriaco († 1946)
- 13 febbraio - Christian Pfister, medievista francese († 1933)
- 14 febbraio - Ernesto Pistoia, politico italiano († 1932)
- 15 febbraio - Federico Halbherr, archeologo e epigrafista italiano († 1930)
- 15 febbraio - Anton Heimerl, botanico austriaco († 1943)
- 15 febbraio - Gaetano Zirardini, giornalista, sindacalista e politico italiano († 1931)
- 17 febbraio - Johannes Abromeit, botanico tedesco († 1946)
- 17 febbraio - Louis de Maud'huy, generale francese († 1921)
- 17 febbraio - S. S. McClure, editore, curatore editoriale e giornalista irlandese († 1949)
- 18 febbraio - Max Klinger, incisore e scultore tedesco († 1920)
- 20 febbraio - Leonida Bissolati, politico italiano († 1920)
- 21 febbraio - Nikolaj Nikolaevič Figner, tenore russo († 1918)
- 21 febbraio - Jules de Trooz, politico belga († 1907)
- 22 febbraio - Robert Baden-Powell, generale, educatore e scrittore britannico († 1941)
- 22 febbraio - Heinrich Rudolf Hertz, fisico tedesco († 1894)
- 24 febbraio - Giovanni Roncagli, militare, geografo e cartografo italiano († 1929)
- 25 febbraio - Friedrich Reinitzer, chimico e botanico austriaco († 1927)
- 26 febbraio - Émile Coué, psicologo e farmacista francese († 1926)
- 26 febbraio - Anton Donath, editore tedesco († 1940)
- 27 febbraio - Agnes Mary Frances Duclaux, scrittrice, giornalista e critica letteraria britannica († 1944)
- 27 febbraio - Albert Meyer, fotografo tedesco († 1924)
- 28 febbraio - Alfred Loisy, biblista e storico francese († 1940)
- 28 febbraio - Alessandro Mazzolini, esperantista italiano († 1934)

## Marzo(56)
- 1º marzo - Mangkunegara VI, sovrano indonesiano († 1916)
- 2 marzo - Achille Loria, economista italiano († 1943)
- 3 marzo - Alfred Bruneau, compositore francese († 1934)
- 3 marzo - Everard Calthrop, ingegnere e inventore britannico († 1927)
- 4 marzo - Constantin Coandă, politico e generale rumeno († 1932)
- 4 marzo - Jeanne Samary, attrice teatrale francese († 1890)
- 4 marzo - Aleksej Ermolaevič Ėvert, generale russo († 1918)
- 6 marzo - Léon Abry, pittore belga († 1905)
- 6 marzo - Manuel Maria Coelho, politico e militare portoghese († 1943)
- 6 marzo - Antonio Lagorio, medico statunitense († 1944)
- 7 marzo - Giovanni Bacci, politico italiano († 1928)
- 7 marzo - Arthur Rudolf Hantzsch, chimico tedesco († 1935)
- 7 marzo - Julius Wagner-Jauregg, medico austriaco († 1940)
- 7 marzo - Carl Ernst von Stetten, pittore tedesco († 1942)
- 12 marzo - Vittorio Frascani, medico e politico italiano († 1927)
- 12 marzo - William V. Ranous, regista e attore statunitense († 1915)
- 13 marzo - Giorgio Cigliana, generale italiano († 1919)
- 13 marzo - Herbert Plumer, I visconte Plumer, generale britannico († 1932)
- 13 marzo - Cesare Ratta, tipografo italiano († 1938)
- 14 marzo - Salvador Sánchez Barbudo, pittore spagnolo († 1917)
- 14 marzo - Edward Thomas John, politico gallese († 1931)
- 14 marzo - Isabel Marjoribanks, nobildonna britannica († 1939)
- 14 marzo - Rudolf Thurneysen, linguista svizzero († 1940)
- 16 marzo - Gaetano Pitta, scrittore e giornalista italiano († 1950)
- 16 marzo - Jenny Zillhardt, pittrice francese († 1939)
- 17 marzo - Aleksej Nikolaevič Bach, chimico e politico sovietico († 1946)
- 18 marzo - Adelmo Sichel, politico italiano († 1922)
- 18 marzo - César Thomson, violinista, docente e compositore belga († 1931)
- 19 marzo - Bruno Banchini, pallonista italiano († 1937)
- 19 marzo - Herluf Winge, zoologo danese († 1923)
- 19 marzo - Maria José di Braganza, principessa portoghese († 1943)
- 20 marzo - Emanuele Gianturco, giurista e politico italiano († 1907)
- 20 marzo - Camillo Mancini, ingegnere e politico italiano († 1925)
- 20 marzo - Luigi Sugana, drammaturgo italiano († 1904)
- 21 marzo - Hunter Liggett, generale statunitense († 1935)
- 22 marzo - Paul Doumer, politico francese († 1932)
- 23 marzo - Gabriel Delanne, parapsicologo francese († 1926)
- 23 marzo - Fannie Merritt Farmer, scrittrice statunitense († 1915)
- 23 marzo - Alphonse Osbert, pittore francese († 1939)
- 23 marzo - César Roux, chirurgo svizzero († 1934)
- 23 marzo - Otto Stapf, botanico austriaco († 1933)
- 24 marzo - Carlo Pietropaoli, arcivescovo cattolico italiano († 1922)
- 25 marzo - Angelo Celli, igienista e politico italiano († 1914)
- 25 marzo - Angelo Galeno, politico italiano († 1930)
- 25 marzo - Auguste Serrurier, arciere francese († 1924)
- 25 marzo - Elena Teodorini, mezzosoprano e soprano rumena († 1926)
- 27 marzo - Albert William Austin, golfista canadese († 1934)
- 27 marzo - Dario Baldi, medico e politico italiano († 1933)
- 27 marzo - Domenico Farinati, organaro italiano († 1942)
- 27 marzo - Karl Pearson, matematico e statistico britannico († 1936)
- 28 marzo - John George Alexander Leishman, imprenditore e diplomatico statunitense († 1924)
- 29 marzo - Grigore Manolescu, attore teatrale rumeno († 1892)
- 30 marzo - Léon Charles Thévenin, ingegnere francese († 1926)
- 30 marzo - Gabriela Zapolska, scrittrice, naturalista e attrice polacca († 1921)
- 31 marzo - Édouard Rod, scrittore svizzero († 1910)
- 31 marzo - Victor Baptistin Sénès, ammiraglio francese († 1915)

## Aprile(39)
- 1º aprile - Gennaro D'Amato, illustratore, pittore e saggista italiano († 1947)
- 1º aprile - Felice De Chaurand, generale e agente segreto italiano († 1944)
- 1º aprile - Gustave Bémont, chimico francese († 1932)
- 5 aprile - Alessandro I di Bulgaria, sovrano († 1893)
- 6 aprile - Arthur Wesley Dow, pittore, incisore e fotografo statunitense († 1922)
- 7 aprile - Hans Andersen Brendekilde, pittore danese († 1942)
- 8 aprile - Marie Louise De Meester, religiosa belga († 1928)
- 8 aprile - Fanny Lucy Radmall, filantropa e attivista britannica († 1936)
- 10 aprile - Henry Dudeney, matematico britannico († 1930)
- 10 aprile - Lucien Lévy-Bruhl, filosofo, sociologo e antropologo francese († 1939)
- 10 aprile - Tito Poggi, agronomo e politico italiano († 1944)
- 11 aprile - Manfréd Weiss, imprenditore ungherese († 1922)
- 14 aprile - Beatrice di Sassonia-Coburgo-Gotha, principessa britannica († 1944)
- 14 aprile - Ferdinando Fiandaca, arcivescovo cattolico italiano († 1941)
- 14 aprile - Luigi Natoli, scrittore e storiografo italiano († 1941)
- 15 aprile - John Clarke, geologo e paleontologo statunitense († 1925)
- 17 aprile - Federico Garlanda, politico e glottologo italiano († 1913)
- 17 aprile - Gerardus Heymans, filosofo e psicologo olandese († 1930)
- 18 aprile - Gaetano Arangio-Ruiz, giurista italiano († 1936)
- 18 aprile - Clarence Darrow, avvocato statunitense († 1938)
- 18 aprile - Terézia Vansová, scrittrice, etnografa e traduttrice slovacca († 1942)
- 18 aprile - Johannes Zehngraf, miniatore danese († 1908)
- 19 aprile - Napoleon Bonaparte Broward, politico statunitense († 1910)
- 20 aprile - Herman Bang, scrittore danese († 1912)
- 20 aprile - Giuseppe Guarnieri, medico italiano († 1918)
- 22 aprile - Domenico Ferri, pittore italiano († 1940)
- 23 aprile - Ruggero Leoncavallo, compositore e librettista italiano († 1919)
- 25 aprile - Filippo Crispolti, giornalista, scrittore e politico italiano († 1942)
- 25 aprile - Giuseppe Gamba, cardinale e arcivescovo cattolico italiano († 1929)
- 25 aprile - Giorgio Rattone, medico e politico italiano († 1929)
- 25 aprile - Sergej Nikolaevič Sverbeev, diplomatico russo († 1922)
- 26 aprile - Olinto De Pretto, agronomo e imprenditore italiano († 1921)
- 27 aprile - Theodor Kittelsen, pittore norvegese († 1914)
- 27 aprile - Jamshedji Framji Madan, produttore cinematografico e produttore teatrale indiano († 1923)
- 28 aprile - Edwin Luntley, calciatore inglese († 1921)
- 29 aprile - František Ondříček, violinista e compositore ceco († 1922)
- 30 aprile - Eugen Bleuler, psichiatra svizzero († 1939)
- 30 aprile - William Emlen Roosevelt, banchiere statunitense († 1930)
- 30 aprile - Adolfo Rossi, giornalista, scrittore e diplomatico italiano († 1921)

## Maggio(42)
- 1º maggio - Etha Fles, pittrice, scrittrice e critica d'arte olandese († 1948)
- 1º maggio - Theodorus van Gogh, mercante d'arte e antiquario olandese († 1891)
- 2 maggio - Caroline Playne, storica inglese († 1948)
- 3 maggio - Gertrude Elizabeth Blood, giornalista, scrittrice e drammaturga irlandese († 1911)
- 3 maggio - Sackville Carden, ammiraglio britannico († 1930)
- 3 maggio - Marie Knitschke, scrittrice austriaca († 1940)
- 5 maggio - Alessandro Lustig Piacezzi, medico e anatomista italiano († 1937)
- 6 maggio - Emilio Borsa, pittore e incisore italiano († 1931)
- 6 maggio - Frank Bramley, pittore inglese († 1915)
- 6 maggio - Charles Frédéric Petit, arciere francese († 1947)
- 7 maggio - Oreste Calabresi, attore italiano († 1915)
- 7 maggio - Fialho de Almeida, scrittore portoghese († 1911)
- 9 maggio - Luigi Illica, commediografo e librettista italiano († 1919)
- 10 maggio - Viktor von Scheuchenstuel, generale austro-ungarico († 1938)
- 10 maggio - Julius Smend, teologo tedesco († 1930)
- 10 maggio - Hendrik Zwaardemaker, fisiologo e scienziato olandese († 1930)
- 11 maggio - Sergej Aleksandrovič Romanov, nobile russo († 1905)
- 12 maggio - Emilio Boggio, pittore venezuelano († 1920)
- 12 maggio - Enrico Emilio Ximenes, critico letterario e saggista italiano († 1923)
- 13 maggio - Ronald Ross, medico britannico († 1932)
- 14 maggio - Edwin Lester Arnold, scrittore di fantascienza inglese († 1935)
- 14 maggio - Robert Tuttle Morris, chirurgo statunitense († 1945)
- 15 maggio - Williamina Fleming, astronoma britannica († 1911)
- 16 maggio - Luigi De Marchi, geografo, geologo e bibliotecario italiano († 1936)
- 17 maggio - Mary Devens, fotografa statunitense († 1920)
- 19 maggio - John Jacob Abel, biochimico e farmacologo statunitense († 1938)
- 19 maggio - Charles Brookfield, attore e sceneggiatore inglese († 1913)
- 20 maggio - Mauro Del Giudice, giurista, magistrato e scrittore italiano († 1951)
- 21 maggio - Federico di Hohenau, nobile tedesco († 1914)
- 22 maggio - Paul Morton, politico statunitense († 1911)
- 23 maggio - Adalgisa Gabbi, soprano italiano († 1933)
- 23 maggio - Maria di Waldeck e Pyrmont, principessa tedesca († 1882)
- 24 maggio - Richard Mansfield, attore statunitense († 1907)
- 24 maggio - Olga Ossani, giornalista e scrittrice italiana († 1933)
- 24 maggio - John Williams, militare britannico († 1932)
- 25 maggio - Max Hödel, anarchico tedesco († 1878)
- 26 maggio - Camillo de Nardis, compositore italiano († 1951)
- 27 maggio - Giovanni Cerri, politico italiano († 1915)
- 27 maggio - Theodor Curtius, chimico tedesco († 1928)
- 28 maggio - Charles Francis Annesley Voysey, architetto britannico († 1941)
- 29 maggio - Alexandre Bloch, pittore francese († 1919)
- 31 maggio - Papa Pio XI, papa, vescovo cattolico e cardinale italiano († 1939)

## Giugno(31)
- 1º giugno - Joseph Pujol, artista e imprenditore francese († 1945)
- 2 giugno - Edward Elgar, compositore e direttore d'orchestra britannico († 1934)
- 2 giugno - Karl Adolph Gjellerup, poeta e scrittore danese († 1919)
- 2 giugno - Francesco Spetrino, direttore d'orchestra e compositore italiano († 1948)
- 3 giugno - Arthur Barrett, generale britannico († 1926)
- 3 giugno - Alfredo Canevari, avvocato e politico italiano († 1945)
- 3 giugno - Elias John Wilkinson Gibb, turcologo e traduttore scozzese († 1901)
- 5 giugno - Árpád Doppler, compositore ungherese († 1927)
- 5 giugno - Réjane, attrice francese († 1920)
- 6 giugno - Aleksandr Michajlovič Ljapunov, matematico e fisico russo († 1918)
- 8 giugno - Lawrence Marston, attore, regista e commediografo statunitense († 1939)
- 9 giugno - Giovanni Battista Todeschini, pittore italiano († 1938)
- 10 giugno - Mrs. Leslie Carter, attrice statunitense († 1937)
- 10 giugno - Adriano Diena, politico italiano († 1943)
- 10 giugno - Edward Henry Potthast, pittore statunitense († 1927)
- 12 giugno - Kate Lester, attrice inglese († 1924)
- 14 giugno - William Barclay, allenatore di calcio irlandese († 1917)
- 15 giugno - Mosè Bertoni, botanico e scienziato svizzero († 1929)
- 15 giugno - Antoni Grabowski, ingegnere, scrittore e esperantista polacco († 1921)
- 15 giugno - Friedrich Emil Welti, imprenditore e mecenate svizzero († 1940)
- 16 giugno - Arthur Arz von Straussenburg, generale austro-ungarico († 1935)
- 16 giugno - Auguste Hirschauer, generale francese († 1943)
- 18 giugno - Henry Clay Folger, imprenditore statunitense († 1930)
- 19 giugno - Arthur Hoffmann, politico e giurista svizzero († 1927)
- 21 giugno - Pëtr Semënovič Baluev, generale russo († 1923)
- 21 giugno - Luigi Boncompagni Ludovisi, imprenditore e politico italiano († 1928)
- 25 giugno - Etelka Gerster, soprano ungherese († 1920)
- 25 giugno - Michael Herbert, diplomatico inglese († 1903)
- 25 giugno - Giovanni Tamburini, organaro italiano († 1942)
- 29 giugno - Jean-François Klobb, ufficiale francese († 1899)
- 30 giugno - Friedrich von Ingenohl, ammiraglio tedesco († 1933)

## Luglio(43)
- 1º luglio - Roger Connor, giocatore di baseball e allenatore di baseball statunitense († 1931)
- 2 luglio - Augustine Henry, medico, sinologo e botanico irlandese († 1930)
- 2 luglio - Maffeo Pantaleoni, economista e politico italiano († 1924)
- 3 luglio - Alfred Keogh, medico irlandese († 1936)
- 4 luglio - Karel Pařík, architetto ceco († 1942)
- 4 luglio - Joseph Pennell, incisore, litografo e scrittore statunitense († 1926)
- 5 luglio - Saint George Hare, pittore irlandese († 1933)
- 5 luglio - Julien Tiersot, compositore, etnologo e musicologo francese († 1936)
- 5 luglio - Clara Zetkin, politica tedesca († 1933)
- 5 luglio - Cesare Zonca, scultore italiano († 1935)
- 8 luglio - Alfred Binet, psicologo francese († 1911)
- 8 luglio - Hans Heyerdahl, pittore svedese († 1913)
- 9 luglio - Lindsay Bury, calciatore inglese († 1935)
- 9 luglio - Federico II di Baden, sovrano tedesco († 1928)
- 10 luglio - Smeraldo Zecca, politico italiano († 1925)
- 11 luglio - Joseph Larmor, fisico e matematico irlandese († 1942)
- 11 luglio - David Prain, medico e botanico scozzese († 1944)
- 12 luglio - Pompeo Baldoni, politico italiano († 1933)
- 12 luglio - Adele Capuzzo Dolcetta, matematica, educatrice e insegnante italiana († 1905)
- 12 luglio - Giacomo Radini-Tedeschi, vescovo cattolico e sociologo italiano († 1914)
- 14 luglio - Luigi Marescalchi Gravina, avvocato e politico italiano († 1936)
- 14 luglio - Vittorio Amedeo Ranuzzi de' Bianchi, cardinale e arcivescovo cattolico italiano († 1927)
- 15 luglio - Edward Augustus Arnold, editore britannico († 1942)
- 15 luglio - Léon Thome, cavaliere francese († 1925)
- 17 luglio - Lodovico Gavazzi, imprenditore e politico italiano († 1944)
- 18 luglio - Ferdinand de Béhagle, esploratore francese († 1899)
- 19 luglio - Aleksandr Aleksandrovič Makarov, politico e avvocato russo († 1919)
- 20 luglio - Paul Viardot, violinista e musicologo francese († 1941)
- 21 luglio - Max Weiss, scacchista ungherese († 1927)
- 22 luglio - Giuseppe Tarantino, filosofo italiano († 1950)
- 23 luglio - Norman Bailey, calciatore inglese († 1923)
- 24 luglio - Juan Vicente Gómez, generale e politico venezuelano († 1935)
- 24 luglio - Gotō Shinpei, politico giapponese († 1929)
- 24 luglio - Henrik Pontoppidan, scrittore danese († 1943)
- 25 luglio - Francesco Maria Greco, presbitero italiano († 1931)
- 25 luglio - George Pardee, politico statunitense († 1941)
- 26 luglio - Paul Lancrenon, generale e fotografo francese († 1922)
- 27 luglio - Ernest Alfred Wallis Budge, egittologo e filologo inglese († 1934)
- 27 luglio - Jacob Krall, egittologo austriaco († 1905)
- 30 luglio - Léon-Ignace Mangin, presbitero francese († 1900)
- 30 luglio - Thorstein Veblen, economista e sociologo statunitense († 1929)
- 31 luglio - Ernest Chuard, politico svizzero († 1942)
- 31 luglio - Adolphe Willette, pittore e illustratore francese († 1926)

## Agosto(35)
- 1º agosto - Francesco Gabrielli, pedagogista italiano († 1899)
- 3 agosto - Paolo Grilli, pittore e scultore italiano († 1952)
- 3 agosto - Giovanni Battista Marzi, inventore italiano († 1928)
- 4 agosto - Augustin Bunea, teologo e storico rumeno († 1909)
- 5 agosto - Teodoro Pascal, chimico e zoologo italiano († 1937)
- 6 agosto - Christian Wilhelm Allers, disegnatore e pittore tedesco († 1915)
- 7 agosto - Pietro Kojunian, arcivescovo cattolico armeno († 1937)
- 8 agosto - Cécile Chaminade, pianista e compositrice francese († 1944)
- 8 agosto - Henry Fairfield Osborn, paleontologo statunitense († 1935)
- 8 agosto - Herbert Weir Smyth, letterato statunitense († 1937)
- 10 agosto - Vincenzo Crescini, filologo italiano († 1932)
- 10 agosto - Marguerite Syamour, scultrice francese († 1945)
- 11 agosto - Rodolfo Renier, filologo, letterato e filosofo italiano († 1915)
- 12 agosto - Michele Cantone, fisico italiano († 1932)
- 12 agosto - Daniel Alcides Carrión, peruviano († 1885)
- 13 agosto - Manuel de Escandón, giocatore di polo messicano († 1940)
- 13 agosto - Henri François Pittier, botanico e geografo svizzero († 1950)
- 14 agosto - Joseph-Marie Tissier, arcivescovo cattolico francese († 1948)
- 15 agosto - Luigi Acerbi, militare italiano († 1896)
- 15 agosto - Albert Ballin, imprenditore tedesco († 1918)
- 15 agosto - Antonietta Giacomelli, educatrice, giornalista e scrittrice italiana († 1949)
- 16 agosto - Julien Noël Costantin, botanico e micologo francese († 1936)
- 16 agosto - John Nixon, generale britannico († 1921)
- 17 agosto - Jan Cieplak, arcivescovo cattolico polacco († 1926)
- 18 agosto - Eusebius Mandyczewski, compositore, musicologo e direttore d'orchestra rumeno († 1929)
- 19 agosto - Carlo Carignani, generale italiano († 1926)
- 19 agosto - Robert Jones, militare britannico († 1898)
- 20 agosto - Ernest Bickham Sweet-Escott, diplomatico britannico († 1941)
- 22 agosto - Ned Hanlon, giocatore di baseball e allenatore di baseball statunitense († 1937)
- 25 agosto - Hugo Charteris, XI conte di Wemyss, politico scozzese († 1937)
- 27 agosto - Giacomo Luigi Ciamician, chimico austriaco († 1922)
- 27 agosto - Oskar von Hutier, generale tedesco († 1934)
- 28 agosto - Alice Chapin, attrice e drammaturga statunitense († 1934)
- 31 agosto - Raimondo D'Aronco, architetto italiano († 1932)
- 31 agosto - Alice Hughes, fotografa britannica († 1939)

## Settembre(56)
- 1º settembre - André Brouillet, pittore e illustratore francese († 1914)
- 1º settembre - Emanuel Löwy, archeologo austriaco († 1938)
- 2 settembre - Mina Carlson-Bredberg, pittrice svedese († 1943)
- 2 settembre - Paul Hervieu, scrittore e commediografo francese († 1915)
- 2 settembre - Karl Stauffer-Bern, pittore, incisore e scultore svizzero († 1891)
- 4 settembre - Jules Andrade, matematico francese († 1933)
- 4 settembre - Frank Currier, attore e regista statunitense († 1928)
- 4 settembre - Zainal Rashid Mu'adzam Shah II di Kedah, sultano malese († 1881)
- 5 settembre - Marco Pozzo, avvocato e politico italiano († 1934)
- 6 settembre - Lestocq Robert Erskine, tennista britannico († 1916)
- 6 settembre - Ernst Fabricius, storico e archeologo tedesco († 1942)
- 6 settembre - Zelia Nuttall, archeologa e etnologa statunitense († 1933)
- 7 settembre - Elisabetta di Anhalt, nobile tedesca († 1933)
- 7 settembre - Charles Malato, scrittore, giornalista e anarchico francese († 1938)
- 7 settembre - Clinio Quaranta, traduttore, critico letterario e poeta italiano († 1929)
- 8 settembre - Charles John Clerke, calciatore inglese († 1944)
- 8 settembre - Georg Michaelis, politico tedesco († 1936)
- 8 settembre - Albert von Berrer, generale tedesco († 1917)
- 9 settembre - Agatha Bârsescu, attrice teatrale, cantante lirica e insegnante rumena († 1939)
- 9 settembre - August Gissler, esploratore e avventuriero tedesco († 1935)
- 9 settembre - Pompeo Mariani, pittore italiano († 1927)
- 9 settembre - Ernst Siemerling, neurologo e psichiatra tedesco († 1931)
- 10 settembre - Alberto Agnetti, politico italiano († 1927)
- 10 settembre - Martha Matilda Harper, imprenditrice, economista e inventrice statunitense († 1950)
- 10 settembre - James Edward Keeler, astronomo statunitense († 1900)
- 11 settembre - Thomas Joseph Shahan, vescovo cattolico statunitense († 1932)
- 12 settembre - George Hendrik Breitner, pittore e fotografo olandese († 1923)
- 13 settembre - Domenico Ghidoni, scultore italiano († 1920)
- 13 settembre - Milton S. Hershey, imprenditore e filantropo statunitense († 1945)
- 13 settembre - Giuseppe Salvioli, giurista italiano († 1928)
- 14 settembre - Théodore Rivière, scultore francese († 1912)
- 14 settembre - Alice Stone Blackwell, attivista e editrice statunitense († 1950)
- 14 settembre - Ermete Zacconi, attore italiano († 1948)
- 15 settembre - Victor Augustin Dupain, farmacista e micologo francese († 1940)
- 15 settembre - William Howard Taft, politico e magistrato statunitense († 1930)
- 17 settembre - Konstantin Ėduardovič Ciolkovskij, ingegnere e scienziato russo († 1935)
- 17 settembre - Lillian Watson, tennista britannica († 1918)
- 18 settembre - Blanche Deschamps-Jéhin, mezzosoprano francese († 1923)
- 18 settembre - George Somerset, III barone Raglan, politico inglese († 1921)
- 19 settembre - Alfons von Rosthorn, ginecologo austriaco († 1909)
- 20 settembre - Antoine de Mitry, generale francese († 1924)
- 21 settembre - Johann Heinrich Louis Krüger, geodeta e matematico tedesco († 1923)
- 22 settembre - Anita Augspurg, attivista tedesca († 1943)
- 23 settembre - Walter Rutherford, golfista scozzese († 1913)
- 24 settembre - Ben Greet, attore e direttore teatrale inglese († 1936)
- 24 settembre - Cesare Reduzzi, scultore italiano († 1911)
- 25 settembre - Alessandro Luzio, giornalista e storico italiano († 1946)
- 25 settembre - Virgilio Talli, attore teatrale e regista teatrale italiano († 1928)
- 25 settembre - Moolam Thirunal, principe indiano († 1924)
- 27 settembre - Filippo Mezzi, avvocato, dirigente d'azienda e politico italiano († 1950)
- 28 settembre - Lewis Bayly, ammiraglio britannico († 1938)
- 28 settembre - Edward Herbert Thompson, diplomatico e archeologo statunitense († 1935)
- 29 settembre - Giuseppe Mentessi, pittore italiano († 1931)
- 29 settembre - Giuseppe Mya, pediatra italiano († 1911)
- 30 settembre - Charles R. Miller, politico statunitense († 1927)
- 30 settembre - Hermann Sudermann, scrittore e drammaturgo tedesco († 1928)

## Ottobre(43)
- 1º ottobre - Jean Bergonie, medico francese († 1925)
- 1º ottobre - Giovanni Martinotti, patologo italiano († 1928)
- 1º ottobre - Remigio Renzi, organista e compositore italiano († 1938)
- 2 ottobre - Enrico Scalini, agronomo, imprenditore e politico italiano († 1946)
- 2 ottobre - Martinus Theunis Steyn, politico sudafricano († 1916)
- 2 ottobre - Arthur Edward Waite, mistico e esoterista statunitense († 1942)
- 3 ottobre - Maurice Desvallières, commediografo francese († 1926)
- 6 ottobre - Robert Buser, botanico svizzero († 1931)
- 6 ottobre - Joseph Dickman, generale statunitense († 1927)
- 6 ottobre - Joseph Paneth, fisiologo austriaco († 1890)
- 8 ottobre - Antonio Bizzozero, agronomo italiano († 1934)
- 8 ottobre - Filippo Franzoni, pittore e fotografo svizzero († 1911)
- 9 ottobre - Silvio Bernicoli, bibliotecario italiano († 1936)
- 9 ottobre - Ivo Vojnović, scrittore dalmata († 1929)
- 11 ottobre - Henri Caïn, drammaturgo e librettista francese († 1937)
- 11 ottobre - Şehzade Yusuf Izzeddin, principe ottomano († 1916)
- 12 ottobre - Roman Kondratenko, generale russo († 1904)
- 14 ottobre - Félix Soulès, scultore francese († 1904)
- 16 ottobre - Marco Belli, presbitero e letterato italiano († 1929)
- 17 ottobre - Mary Ives Abbott, golfista e scrittrice statunitense († 1904)
- 17 ottobre - Stefan Bakałowicz, pittore polacco († 1947)
- 17 ottobre - Tommaso Salsa, generale italiano († 1913)
- 17 ottobre - Marija Grigor'evna Stroganova, nobildonna russa († 1920)
- 18 ottobre - Liu E, scrittore e archeologo cinese († 1909)
- 20 ottobre - Leandro Campanari, violinista, direttore d'orchestra e compositore italiano († 1939)
- 20 ottobre - Levi Richard Ellert, politico statunitense († 1901)
- 21 ottobre - Alberto Borciani, politico, giurista e avvocato italiano († 1931)
- 22 ottobre - Michael Pedersen Friis, politico danese († 1944)
- 23 ottobre - Georg Albrecht Klebs, botanico tedesco († 1918)
- 23 ottobre - Juan Luna, pittore e attivista filippino († 1899)
- 24 ottobre - Tommaso Vitrioli, pittore italiano († 1931)
- 25 ottobre - Carlo Monticelli, anarchico, poeta e editore italiano († 1913)
- 25 ottobre - José Olaguer-Feliú, generale spagnolo († 1929)
- 26 ottobre - Georges Leygues, politico francese († 1933)
- 29 ottobre - Licinio Barzanti, pittore italiano († 1944)
- 29 ottobre - Marie Petipa, ballerina russa († 1930)
- 29 ottobre - Daniele Rosa, zoologo e glottoteta italiano († 1944)
- 29 ottobre - John Saul, irlandese († 1904)
- 30 ottobre - Rinaldo Agazzi, pittore italiano († 1939)
- 30 ottobre - Gertrude Atherton, scrittrice statunitense († 1948)
- 30 ottobre - Charles Spencer, VI conte Spencer, politico inglese († 1922)
- 30 ottobre - Georges Gilles de la Tourette, medico francese († 1904)
- 31 ottobre - Axel Munthe, scrittore e psichiatra svedese († 1949)

## Novembre(59)
- 1º novembre - Darío de Regoyos, pittore spagnolo († 1913)
- 3 novembre - Michail Vasil'evič Alekseev, generale russo († 1918)
- 3 novembre - Ippolito Malaguzzi Valeri, archivista, paleografo e storico italiano († 1905)
- 5 novembre - Ida Tarbell, scrittrice e giornalista statunitense († 1944)
- 6 novembre - Giovanni Boicelli, ingegnere italiano († 1917)
- 6 novembre - Alexander Kolisko, patologo austriaco († 1919)
- 6 novembre - Tony Tollet, pittore francese († 1953)
- 8 novembre - Alexandru C. Cuza, politico rumeno († 1947)
- 8 novembre - Stepan Grigor'evič Širjaev, rivoluzionario russo († 1881)
- 9 novembre - Carlo Castelbarco Albani, politico italiano († 1907)
- 10 novembre - Michele Geremicca, botanico italiano († 1920)
- 12 novembre - Constant Puyo, militare e fotografo francese († 1933)
- 13 novembre - Noè Marullo, scultore italiano († 1925)
- 14 novembre - Mihail Savov, generale bulgaro († 1928)
- 15 novembre - Andrej Karlin, vescovo cattolico austriaco († 1933)
- 16 novembre - Aldred Lumley, X conte di Scarbrough, generale inglese († 1945)
- 16 novembre - Elsa d'Esterre-Keeling, scrittrice, traduttrice e docente irlandese († 1935)
- 16 novembre - Henry Potonié, botanico tedesco († 1913)
- 17 novembre - Joseph Babinski, neurologo francese († 1932)
- 17 novembre - Eva Bonnier, pittrice svedese († 1909)
- 17 novembre - Rose Caron, soprano francese († 1930)
- 17 novembre - Fridiano Cavara, botanico italiano († 1929)
- 17 novembre - Alessandro Ghignoni, presbitero e letterato italiano († 1924)
- 18 novembre - Pompeo Calvia, scrittore e poeta italiano († 1919)
- 18 novembre - Stanhope Forbes, pittore irlandese († 1947)
- 18 novembre - Gunnar Heiberg, drammaturgo norvegese († 1929)
- 19 novembre - Christina Grigor'evna Grinberg, rivoluzionaria russa († 1942)
- 19 novembre - Gustave Lyon, ingegnere e musicista francese († 1936)
- 19 novembre - Arturo Vecchini, avvocato e politico italiano († 1927)
- 20 novembre - Alessandro Chiappelli, storico, filosofo e politico italiano († 1931)
- 20 novembre - Helena Westermarck, pittrice e scrittrice finlandese († 1938)
- 21 novembre - Columbano Bordalo Pinheiro, pittore portoghese († 1929)
- 21 novembre - Manuel Estrada Cabrera, politico guatemalteco († 1924)
- 21 novembre - Augustin Gérard, generale francese († 1926)
- 21 novembre - Fergus Suter, calciatore scozzese († 1916)
- 22 novembre - George Gissing, scrittore inglese († 1903)
- 22 novembre - Ion Pool, maratoneta britannico († 1931)
- 22 novembre - Emil Szántó, epigrafista e storico austriaco († 1904)
- 23 novembre - Otto Harnack, storico della letteratura tedesco († 1914)
- 24 novembre - Yasushi Nawa, entomologo giapponese († 1926)
- 24 novembre - Arthur Sloggett, medico e generale inglese († 1919)
- 25 novembre - Gian Giacomo Felissent, politico, militare e pubblicista italiano († 1912)
- 25 novembre - Archibald Edward Garrod, medico inglese († 1936)
- 25 novembre - Clemente Lequio, generale italiano († 1920)
- 26 novembre - Giuseppe Magrini, violoncellista e compositore italiano († 1926)
- 26 novembre - Nikolaus Szécsen von Temerin, diplomatico e politico austro-ungarico († 1926)
- 26 novembre - Filippo Turati, politico, giornalista e politologo italiano († 1932)
- 26 novembre - Ferdinand de Saussure, linguista e semiologo svizzero († 1913)
- 27 novembre - Camillo Antona Traversi, commediografo, drammaturgo e librettista italiano († 1934)
- 27 novembre - Charles Scott Sherrington, medico, neurofisiologo e patologo inglese († 1952)
- 28 novembre - Alfonso XII di Spagna, sovrano spagnolo († 1885)
- 28 novembre - Eugène Dauphin, pittore francese († 1930)
- 28 novembre - Luigi De Luca, scultore italiano († 1938)
- 28 novembre - Enrico Salfi, pittore italiano († 1935)
- 29 novembre - Primo Bandini, compositore italiano († 1929)
- 29 novembre - Theodor Escherich, batteriologo e pediatra tedesco († 1911)
- 29 novembre - Franz Josef Niedenzu, botanico tedesco († 1937)
- 30 novembre - Kuga Katsunan, giornalista giapponese († 1907)
- 30 novembre - Sampaio Bruno, filosofo e scrittore portoghese († 1915)

## Dicembre(45)
- 1º dicembre - Victor Mayer, orafo e imprenditore tedesco († 1946)
- 2 dicembre - Silvio Perozzi, giurista e storico italiano († 1931)
- 2 dicembre - Charles E. Rushmore, imprenditore e avvocato statunitense († 1931)
- 3 dicembre - Joseph Conrad, scrittore e navigatore polacco († 1924)
- 3 dicembre - Karl Koller, oculista austriaco († 1944)
- 3 dicembre - Salvador Rueda, poeta e giornalista spagnolo († 1933)
- 3 dicembre - Bruno von Schuckmann, avvocato e politico tedesco († 1919)
- 5 dicembre - Francesco Tripepi, politico italiano († 1910)
- 6 dicembre - Adalbert Matkowsky, attore tedesco († 1909)
- 7 dicembre - Louis Dollo, paleontologo belga († 1931)
- 7 dicembre - Bruce Hamilton, generale britannico († 1936)
- 7 dicembre - Uroš Predić, pittore serbo († 1953)
- 8 dicembre - Lodovico Ceriana Mayneri, diplomatico, agricoltore e politico italiano († 1905)
- 8 dicembre - Giovanni Alberto di Meclemburgo-Schwerin, nobile († 1920)
- 10 dicembre - Agostino Natale Luci, fotografo e pittore italiano († 1937)
- 11 dicembre - Rodolfo Amoedo, pittore brasiliano († 1941)
- 11 dicembre - Ugo Fleres, poeta, giornalista e critico letterario italiano († 1939)
- 12 dicembre - Lillian Nordica, soprano statunitense († 1914)
- 12 dicembre - Olaf Offerdahl, vescovo cattolico norvegese († 1930)
- 12 dicembre - Lydia Yeamans Titus, cantante e attrice australiana († 1929)
- 14 dicembre - Eugenio Brunetta d'Usseaux, dirigente sportivo italiano († 1919)
- 14 dicembre - Vittorio Cerri, ammiraglio italiano († 1938)
- 14 dicembre - Iosif Ivanovič Mrozovskij, generale russo († 1934)
- 14 dicembre - Sergej Gavrilovič Navašin, chimico e botanico russo († 1930)
- 14 dicembre - Harry L. Rattenberry, attore statunitense († 1925)
- 15 dicembre - Julius Popper, ingegnere, esploratore e avventuriero rumeno († 1893)
- 16 dicembre - Edward Emerson Barnard, astronomo statunitense († 1923)
- 17 dicembre - Niccolò van Westerhout, compositore italiano († 1898)
- 18 dicembre - Rosa Newmarch, musicologa, critica musicale e traduttrice britannica († 1940)
- 20 dicembre - Raffaele Borea Ricci d'Olmo, ammiraglio italiano († 1942)
- 20 dicembre - Otto Crusius, filologo classico tedesco († 1918)
- 22 dicembre - Frank Clark, attore statunitense († 1945)
- 23 dicembre - Raffaele Armando Califano Mundo, pittore italiano († 1930)
- 23 dicembre - Angelo Sommaruga, editore, scrittore e gallerista italiano († 1941)
- 25 dicembre - John Percy Farrar, alpinista e militare inglese († 1929)
- 25 dicembre - Pedro Pablo Figueroa, scrittore cileno († 1909)
- 27 dicembre - Charles Jonnart, politico francese († 1927)
- 28 dicembre - Teobaldo Calissano, politico italiano († 1913)
- 28 dicembre - William Cavendish-Bentinck, VI duca di Portland, politico inglese († 1943)
- 29 dicembre - Louis Abel-Truchet, pittore francese († 1918)
- 29 dicembre - Luigi De Andreis, ingegnere e politico italiano († 1929)
- 29 dicembre - Heinrich Hess, alpinista, scrittore e imprenditore austriaco († 1944)
- 30 dicembre - Mariano di San Giuseppe, presbitero spagnolo († 1936)
- 30 dicembre - Ernest Normand, pittore britannico († 1923)
- 31 dicembre - King Kelly, giocatore di baseball e allenatore di baseball statunitense († 1894)

## Senza giorno specificato(60)
- Henry Albrecht, illustratore tedesco († 1909)
- Adele Alfieri di Sostegno, filantropa italiana († 1937)
- Ellen Andrée, attrice teatrale francese († 1925)
- Felice Barazzutti, pittore italiano († 1932)
- Enrico Baudi di Vesme, esploratore italiano († 1931)
- Dario Carbone, architetto, ingegnere e urbanista italiano († 1934)
- Carlo Carignani, compositore e direttore d'orchestra italiano († 1919)
- Enrico Cavaglià, avvocato e giurista italiano († 1938)
- Enric Clarasó, scultore spagnolo († 1941)
- Filippo Clementi, compositore italiano († 1909)
- Ida Craddock, mistica, attivista e scrittrice statunitense († 1902)
- Orazio D'Angelo, avvocato, storico e bibliotecario italiano († 1919)
- Rudolf Dellinger, compositore tedesco († 1910)
- Carlo D'Amico, militare italiano († 1914)
- Lina Eckenstein, scrittrice canadese († 1931)
- Charles Fayod, pittore svizzero († 1932)
- William Fife, progettista scozzese († 1944)
- Paul Friedländer, chimico tedesco († 1923)
- Goffredo Galliani, attore e commediografo italiano († 1933)
- Carl Garré, medico svizzero († 1928)
- Cyril Genik, politico ucraino († 1925)
- Raffaele Grani, tenore italiano († 1931)
- Carlo Grossi, pittore italiano († 1931)
- Justin Harvey Smith, storico statunitense († 1930)
- James Huneker, musicologo, critico teatrale e critico d'arte statunitense († 1921)
- Joseph Paxson Iddings, geologo statunitense († 1920)
- Ayub Khan, emiro afghano († 1914)
- Jean-Jacques Kieffer, naturalista, botanico e entomologo francese († 1925)
- Léonie La Fontaine, attivista belga († 1949)
- John Lancaster, attore statunitense († 1935)
- George Somes Layard, avvocato, giornalista e letterato inglese († 1925)
- Li Jingxi, politico e nobile cinese († 1925)
- Manuel María Llanza y Pignatelli, politico spagnolo († 1927)
- Gerolamo Lo Savio, regista italiano († 1932)
- Francesco Lurani Cernuschi, alpinista, esploratore e musicologo italiano († 1912)
- Maurice Maindron, entomologo francese († 1911)
- Gaetano Marschiczek, ingegnere italiano († 1924)
- Christian Michelsen, politico norvegese († 1925)
- Charles Miller, regista e attore statunitense († 1936)
- Jacques de Morgan, ingegnere, geologo e archeologo francese († 1924)
- Diego Murgia, ingegnere e politico italiano († 1938)
- Carlo Paganini, fotografo italiano († 1926)
- Anastasios Papoulas, generale greco († 1935)
- Achille Peretti, pittore, scultore e anarchico italiano († 1923)
- Gjin Pjeter Pervizi, patriota albanese († 1914)
- Nikolaj Danilovič Pochitonov, rivoluzionario russo († 1896)
- Edward Clark Potter, scultore statunitense († 1923)
- Stojan Protić, politico jugoslavo († 1923)
- Florestano Rossomandi, pianista e compositore italiano († 1933)
- Oreste Ruggeri, imprenditore italiano († 1912)
- Ettore Simonetti, pittore italiano († 1909)
- Julian Russell Story, pittore statunitense († 1919)
- Étienne Terrus, pittore francese († 1922)
- Frederick Pearson Treadwell, chimico statunitense († 1918)
- Christos Tsountas, archeologo greco († 1934)
- Atanas Uzunov, rivoluzionario e militare bulgaro († 1887)
- Cesare Viazzi, pittore italiano († 1943)
- Jeptha Homer Wade II, imprenditore statunitense († 1926)
- Hamad bin Thuwayni di Zanzibar, sultano († 1896)
- Tahnoun bin Zayed Al Nahyan, sovrano emiratino († 1912)